# Fritz Lattke

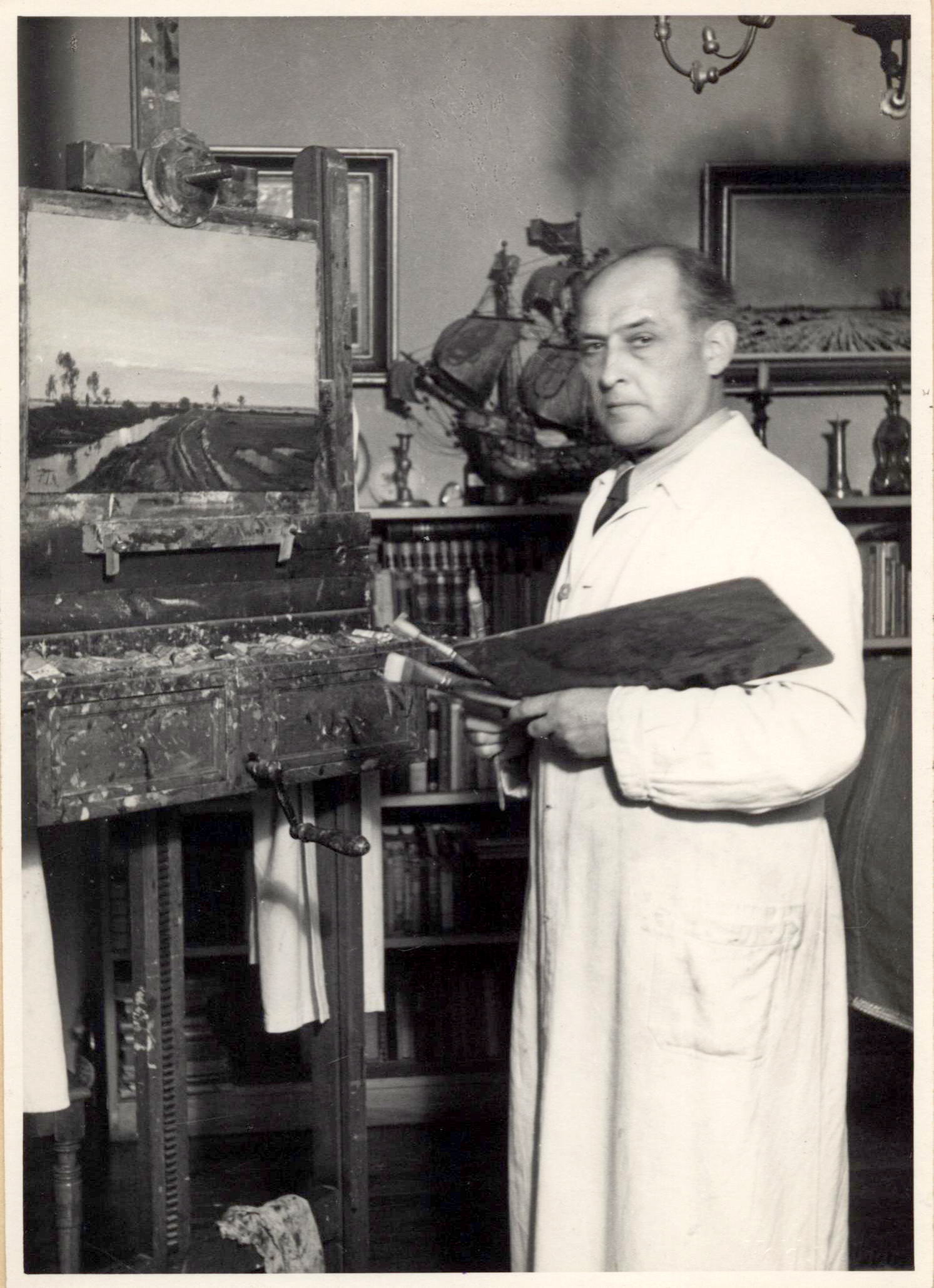
Fritz Lattke im Atelier

Fritz Lattke, eigentlich Friedrich Karl Lattke, niedersorbisch Fryco Latk (* 7. Februar 1895 in Neuendorf; † 9. November 1980 in Weimar) war ein sorbisch-deutscher Maler, Grafiker, Buch-illustrator und Comiczeichner. Er gilt als bedeutender deutscher Landschaftsmaler des 20. Jahrhunderts.

## Leben

### Frühe Jahre
Fritz Lattke wurde am 7. Februar 1895 in Neuendorf (heute Gemeinde Teichland) geboren und am 12. März in der Peitzer Kirche getauft. Er stammte aus bescheidenen Verhältnissen. Sein Vater Johann Lattke (* 30. August 1871) war Sohn eines Neuendorfer Kossäten, konnte als jüngstes von insgesamt acht Kindern jedoch nicht den elterlichen Hof übernehmen, sondern musste seinen Lebensunterhalt als Fabriktischler verdienen. Lattkes Mutter Anna Lattke, geb. Kobela, stammte ebenfalls aus ländlichen Verhältnissen aus dem Nachbardorf Willmersdorf. Aufgrund der Arbeit des Vaters lebte die Familie ab 1895 in Sandow, das 1904 nach Cottbus eingemeindet wurde. Zwischen 1902 und 1909 besuchte Lattke die dortige Schule. Bereits während der Schulzeit wurde Lattkes künstlerisches Talent erkannt. Auf Empfehlung seines Lehrers Gottfried Herzog ermöglichte die Stadt Cottbus dem mittellosen Lattke ein Stipendium zum Besuch der Kunstgewerbeschule in Berlin im Jahr 1910.

### Kriegsdienst
Wehrdienst, Erster Weltkrieg und Freikorps verursachten eine längere Unterbrechung der Ausbildung: Zwischen 1910 und 1914 besuchte er die Unteroffiziersvorschule in Annaburg bei Torgau und die Unteroffiziersschule in Treptow an der Rega. Im Jahr 1914 war Lattke Unteroffizier in Koblenz. Im Ersten Weltkrieg folgten zwischen 1914 und 1918 Einsätze in Frankreich, Polen und Russland sowie zwischen 1918 und 1920 in Freikorps in Westfalen und Weimar. Dennoch entstanden in jenen Jahren viele Skizzen und Zeichnungen. Darin verarbeitete Lattke unter anderem die traumatischen Kriegserlebnisse. Nach dem Krieg, in den Jahren 1919 und 1920, wurden erste Illustrationen in Zeitungen und Zeitschriften in Nürnberg, Duisburg und Cottbus veröffentlicht.

### Studium
Erst Anfang der 1920er-Jahre gelang es ihm, erneut unterstützt von seinem Förderer Gottfried Herzog, die Ausbildung fortzusetzen. Von 1921 bis 1929 studierte er an der Kunsthochschule Weimar, ab 1925 als Meisterschüler von Walther Klemm und Alexander Olbricht. Um 1923 machte er Bekanntschaft mit dem Dissener Pfarrer Gotthold Schwela (Bogumił Šwjela), der Kontakte zur Schriftstellerin und Publizistin Wilhelmine Wittka (Mina Witkojc) und zum Grafiker und Publizisten Martin Neumann (Měrćin Nowak-Njechorński) vermittelte. 1923 gründeten er und Georg Heine, Měrćin Nowak-Njechorński und Hanka Krawcec (1901–1990) mit der Vereinigung sorbischer Künstler (Zjednoćenstwo serbskich wuměłcow) den ersten sorbischen Kunstverein. Ebenfalls im Jahr 1923 hielt er sich in Prag auf. Ende der 1920er-Jahre unternahm er eine Jugoslawienreise, vermittelt von Jaruslav Votruba.
Den Lebensunterhalt bestritt er während seiner Studienzeit mit Auftragsarbeiten; neben Zeichnungen für Zeitungen und Zeitschriften überwiegend mit Buchillustrationen. Die Anfang der 1930er-Jahre erschienenen Bildgeschichten für Kinder (Hanni, Fritz und Putzi-Geschichten) zählten zu den ersten deutschen Comics. Lattke galt bald als talentierter Illustrator und Karikaturist. Er selbst hatte an dieser Arbeit jedoch nur wenig Freude. Aus seiner Sicht raubte ihn die für den Broterwerb notwendige Tätigkeit wertvolle Zeit für sein eigentliches Anliegen, dem freien künstlerischen Schaffen.

### Leben und Schaffen

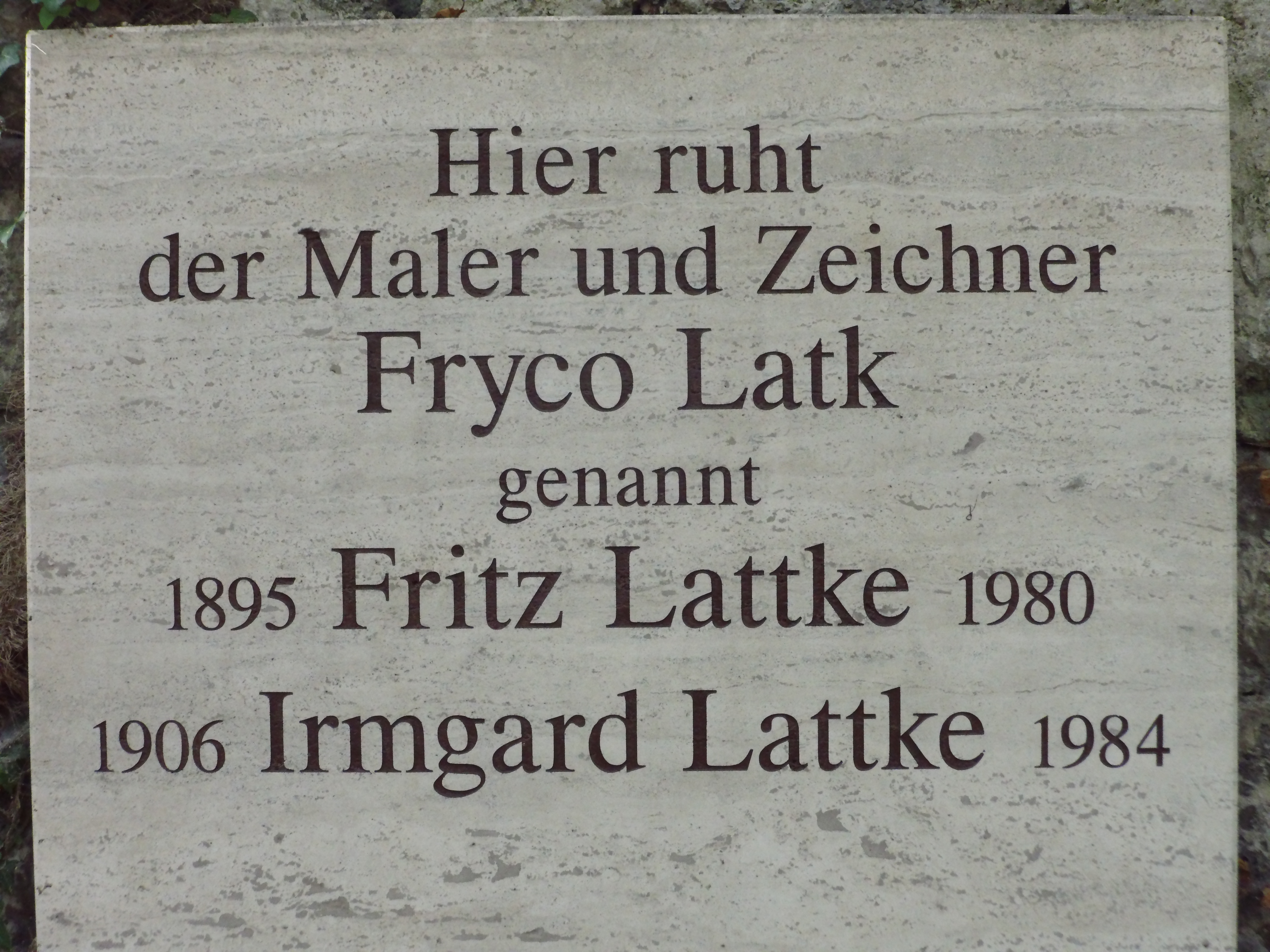
Grabstein von Fryco Latk und dessen Frau auf dem Friedhof in Weimar

Am 6. Juli 1932 heiratete er die aus einer Weimarer Familie stammende Irmgard Schaeffer, die Urenkelin eines Weimarer Bürgermeisters. Lattke wurde in Weimar sesshaft und lebte hier bis zu seinem Tod im Jahre 1980; dort entstand der Großteil seiner Werke. Ebenfalls im Jahr 1932 unternahm er eine Reise nach Italien. Im Jahr 1936 wurde sein Sohn Joachim geboren und 1939 seine Tochter Elisabeth.
Regelmäßig zog es ihn in den 1930er-Jahren zu Besuchen in seine Niederlausitzer Heimat zurück. Hier suchte und fand er seine Wurzeln, die sein späteres Hauptwerk prägten. In dieser Region zeichnete und aquarellierte er Landschaften. Hier hatte Lattke auch immer wieder Kontakte zu niedersorbischen Intellektuellen und Künstlern, darunter auch wieder Bogumił Šwjela, Mina Witkojc sowie Měrćin Nowak-Njechorński.
In der Zeit des Nationalsozialismus war Lattke obligatorisch Mitglied der Reichskammer der bildenden Künste. Er war nachweislich 1936 in Essen auf der Ausstellung Westfront 1936. Freie Kunst im neuen Staate und von 1938 bis 1941 auf allen Großen Deutschen Kunstausstellungen in München mit acht Aquarellen von Spreewald-Landschaften vertreten, von denen Hitler, der Nazi-Führer Fritz Sauckel und eine Luftwaffenbehörde je eines erwarben.
Lattke war stets ein unangepasster Zeitgenosse. 1934 wurde er wegen der Verweigerung des Hitlergrußes und Spionage in Bärenbrück in Cottbus inhaftiert; er wurde jedoch aus Mangel an Beweisen wieder freigelassen. Aufgrund einer Verletzung aus dem Ersten Weltkrieg war Lattke für den Einsatz im Zweiten Weltkrieg kriegsuntauglich. Zwischen 1939 und 1945 folgten Aufenthalte im Spreewald. 
1945 fielen seine Wohnung und sein Atelier in Weimar einem Bombenangriff zum Opfer. Daraufhin zog er in das Gartenhaus Ibsenstraße um. Ebenfalls im Jahr 1945 traf sich Lattke mit Bogumił Šwjela und Mina Witkojc in Weimar. 1947 nahm Lattke mit einem Ölgemälde („Niederlausitz“) an der 1. Landesausstellung Bildender Künstler Thüringens in Erfurt teil. Seit 1948 war Lattke Mitglied des neugegründeten Arbeitskreises sorbischer bildender Künstler. Mit der Annäherung sorbischer Kulturfunktionäre an das DDR-System nach 1949 konnte er sich nicht anfreunden. 1953 war Lattke auf der Dritten Deutschen Kunstausstellung in Dresden vertreten. Wegen mangelnder sozialistischer Haltung wurde er 1954 aus dem Arbeitskreis sorbischer bildender Künstler ausgeschlossen. Aus Solidarität erklärten die Maler Conrad Felixmüller und Carl Noack ebenfalls ihren Austritt. 1965 wurde Lattke auch aus dem Verband Bildender Künstler der DDR ausgeschlossen.
Zwischen 1950 und 1952 war er Lehrer für Ornamentik an der Berufsschule für Malerhandwerk Buxtehude. Im Februar und März 1951 nahm er an einem vierwöchigen Kurs des Arbeitskreises sorbischer bildender Künstler in Bautzen und Crosta teil. Im Jahr 1975 machte Lattke Bekanntschaft mit Joachim Meisner, dem Weihbischof in Erfurt und nachmaligen Bischof von Berlin.
Kurz vor seinem Ableben war Lattke 1979 noch auf der Erfurter Bezirkskunstausstellung vertreten.
Lattkes Grabstätte befindet sich auf dem Historischen Friedhof Weimar.

## Werk
Das offizielle Werkverzeichnis (das jedoch keinen Anspruch auf Vollständigkeit erhebt) umfasste mit Stand 2005 ca. 600 Werke, darunter nahezu 500 Ölgemälde.
Lattkes Hauptwerk, eine Vielzahl von Landschaftsgemälden, entstand in Weimar. Inspirieren ließ er sich jedoch nahezu ausnahmslos von der herben Schönheit der Niederlausitzer Landschaften. Lattke malte die einfache Natur: morastige Wege, überschwemmte Äcker, Gräben, sumpfige Wiesen und immer wieder die Teichlandschaften seiner Heimat. Seine Bilder strahlen eine melancholisch-poetische Grundstimmung aus. Er entwickelte eine vordergründig altmeisterlich wirkende Malweise, die geprägt war durch den ausgewogenen Einsatz von stilistischen Elementen und einer ausgewählt sensiblen Farbpalette.
Neben Landschaftsgemälden und Illustrationen gehören zu Lattkes Werk eine Reihe von Porträts, Milieudarstellungen und Historienbilder. Beispiele aus seinem umfangreichen Schaffen sind: Karfreitag früh (Landschaftsgemälde 1962), Bogumił Šwjela (Porträt 1936), Sorbisches Paar auf dem Kirchgang (Gemälde 1952), Kosaken in Berlin (Historienbild 1954).

## Künstlerische Entwicklung
Lattkes Frühwerk wurde durch die traditionell realistische Ausrichtung der Weimarer Malerschule geprägt. Die Motivwahl der Anfangsjahre steht in der Tradition der Schule von Barbizon. Ebenso wie die französischen Landschaftsmaler entdeckte Lattke seine Motive in scheinbar anspruchslosen und unspektakulären Winkeln der Natur. Häufig ließ er sich durch unwirtliche Jahreszeiten, trübe Novembertage oder Spätwintertage inspirieren.
Den rein realistischen Naturdarstellungen der frühen Schaffensperiode folgte ab den 1940er Jahren eine stetige stilistische Entwicklung. Er experimentierte mit Maltechniken, mit Farben und dem Licht. Sein Werk erfuhr dadurch eine spannende Steigerung. Trotz Experimentierfreude behielt Lattke seine altmeisterliche Art des Malens bei und verzichtete nahezu vollständig auf vergängliche Modetrends. Staffagefiguren nutzte er zu interessanten, teilweise dramatisch zugespitzten Inszenierungen. Bei der Reflexion von Lattkes künstlerischem Schaffen ist seine Fähigkeit hervorzuheben, eine melancholische, fast mystische Grundstimmung zu erzeugen, ohne die Gesamtkomposition romantisiert wirken zu lassen.
Mit seiner Motivwahl, der Zuwendung zur ursprünglichen und ungeschönten Natur, setzte er gewollt einen Gegenpol zu den teilweise idyllischen Motiven seiner impressionistisch ausgerichteten Vorgänger. Kritisch setzte er sich beispielsweise mit Max Liebermanns trauten Gartendarstellungen auseinander. Ebenso distanziert war seine Haltung zu allzu spektakulären Effekten der modernen Kunst seiner Zeit sowie zum verordneten Optimismus des Sozialistischen Realismus. Er setzte diesen Kunstrichtungen seinen eigenen Stil entgegen, der geprägt war durch eine Ausgewogenheit von altmeisterlichen Können, Experimentierfreude und wohl bemessener Abstraktion.

## Ehrungen
- 1980: Kunstpreis der Domowina

## Werkbeispiele

### Tafelbilder
- Teichlandschaft (Öl; ausgestellt 1953 auf der Dritten Deutschen Kunstausstellung)[2]
- Sorbische Bauern (Öl; ausgestellt 1953 auf der Dritten Deutschen Kunstausstellung)[3]

### Aquarelle
- Sommer im Spreewald (Aquarell; 1938 auf der Großen Deutschen Kunstausstellung; von Sauckel erworben)[4]
- Vorfrühling im Spreewald (Aquarell; 1939 auf der Großen Deutschen Kunstausstellung)[5]
- Mondnacht im Spreewald (Aquarell; 1940 auf der Großen Deutschen Kunstausstellung; von Hitler erworben)[6]

## Ausstellungen (unvollständig)

### Ständige Ausstellungen
- Kunstsammlungen Weimar
- Goethe-Nationalmuseum, Weimar
- Sorbisches Museum, Bautzen
- Wendisches Museum, Cottbus
- Lindenau-Museum, Altenburg
- Deutsches Historisches Museum, Berlin
- Karáskova galerie, Prag
- Der überwiegende Teil der Gemälde befindet sich in Privatsammlungen.

### Personalausstellungen
- 1995: Sorbisches Museum Bautzen
- 2005: Wendisches Museum Cottbus
- 2011: Wendisch-Deutsches Heimatmuseum Jänschwalde

### Gruppenausstellungen
- 1948: Weimar, Schloss („Künstler schaffen. 1945–1948“)

## Illustrationen und Comics
(Aufzählung nicht vollständig)
- 1920: Zeitung „Berliner Morgenpost“ (Federzeichnungen)
- 1920: Wochenschrift „Jugend“, Heft 49 (Federzeichnung)
- 1920/21: Zeitschrift „Der lustige Sachse“ (Federzeichnungen)
- 1921/22: Zeitung „Der Cottbuser Anzeiger“ Verlag Albert Heine, Cottbus (Federzeichnungen)
- 1921/22: Zeitung „Die Jugend“ (Federzeichnungen)
- 1922: Entwurf der Mitgliedskarte der Domowina
- 1923–31: Kreiskalender Cottbus, Calau, Spremberg (Titelgestaltung)
- 1923–32: Kreiskalender Cottbus, Calau, Spremberg (Monatsbilder)
- 1925: Karl Hahn: „Wie unse Leite ween und lachn. Allerlei in Lausitzer Mundart“. In: Lausitzer Heimat-Bücher, Band I, Verlag Albert Heine, Cottbus (6 Zeichnungen, Feder, Pinsel laviert)
- 1929: Mato Kosyk: „Pěsńe, I. źěl“ in der Reihe „Dom a swět“, Schmalers Buchdruckerei und Verlagsbuchhandlung, Bautzen (3 Federzeichnungen)
- 1930: Mato Kosyk: „Pěsńe, II. źěl“ in der Reihe „Dom a swět“, Schmalers Buchdruckerei und Verlagsbuchhandlung, Bautzen (3 Federzeichnungen)
- 1930: Zeitschrift „Motor und Sport“, Vogelverlag Pößneck
- 1931: Zeitschrift „Motor und Sport“, Vogelverlag Pößneck
- 1933–36: Lok Myler: „Sun Koh – Der Erbe von Atlantis“ (Heftserie), Verlag A. Bergmann, Leipzig (150 Titelbilder)
- 1933: Zeitung „Thüringer Allgemeine Zeitung“, Hanni, Fritz und Putzi-Geschichten (diese Geschichten waren wie die heutigen Comics angelegt: kleine fortlaufende Bildfelder mit Untertexten bzw. Sprechblasen – ab 1934 in Buchform; die Figuren kennen heute viele Kinder als das Logo des Spielwarenherstellers „Die Spiegelburg“)
- 1934: Joachim Rohde: „100 der schönsten Hanni, Fritz und Putzi-Geschichten“, Gebrüder Richter Verlagsanstalt, Erfurt
- 1936: Joachim Rohde: „Vier treue Freunde“, Gebrüder Richter Verlagsanstalt, Erfurt (736 Federzeichnungen)
- 1937: Joachim Rohde: „Die vier Getreuen“, Teil 1 und 2, GEG Deutsche Großeinkaufs Ges. m. b. H., Hamburg
- 1937: Joachim Rohde: „Zu viert um die Welt“, Gebrüder Richter Verlagsanstalt, Erfurt (62 kolorierte Federzeichnungen)
- 1938: Joachim Rohde: „Der Große Anfang“, Gebrüder Richter Verlagsanstalt, Erfurt (87 meist kolorierte Federzeichnungen)
- 1938: Joachim Rohde, Walter Schmidkunz: „Alpenreise zu Viert“, Gebrüder Richter Verlagsanstalt, Erfurt (60 kolorierte Federzeichnungen)
- 1939: Joachim Rohde: „Da ist was geschehen“, Gebrüder Richter Verlagsanstalt, Erfurt (60 kolorierte Federzeichnungen)
- 1939: Joachim Rohde: „Putzis Freud und Leid“, Gebrüder Richter Verlagsanstalt, Erfurt (83 meist kolorierte Federzeichnungen)
- 1939: Joachim Rohde: „Hier wohnen die vier treuen Freunde“, Gebrüder Richter Verlagsanstalt, Erfurt
- 1936 bis 1940: Zeitschrift „Genossenschaftsfamilie“, Bildgeschichten (Comics, je Ausgabe eine Fortsetzungsfolge)
- 1940: Joachim Rohde: „Zu viert in Wald und Feld“, Gebrüder Richter Verlagsanstalt, Erfurt (97 meist kolorierte Federzeichnungen)
- 1945: Zeitung „Weimarer Zeitung“, Kinderseite
- 1951: Jonathan Swift: „Guliwer pola palčikow“, Verlag Volk und Wissen, Berlin/Leipzig
- 1952: Dorothea Märtens: „Im Kindergarten zum Bienenhaus“, Gebrüder Knabe Verlag, Weimar
- 1952: Johannes Sittauer (d. i. Hans Leo Sittauer): Eine Handvoll Kirschen und andere Jugendgeschichten, Gebrüder Knabe Verlag, Weimar (Titelzeichnung und 14 Federzeichnungen)
- 1953: Rudolf Weiß: „Der Überfall auf das Waldlager“, Gebrüder Knabe Verlag, Weimar
- 1953: Mato Kosyk: „Wubjerk z jogo leriki“, Domowina-Verlag, Bautzen (6 Federzeichnungen)
- 1954: Herta Fischer: „Bärbel und die 6 b“, Gebrüder Knabe Verlag, Weimar (Titelzeichnung und 24 Federzeichnungen)
- 1954: Rudolf Weiß: „Das Geheimnis der schwimmenden Insel“, Gebrüder Knabe Verlag, Weimar (Titelzeichnung und 25 Federzeichnungen)
- 1955: Annelies Böer: „Der Satz an der Tafel“ Gebrüder Knabe Verlag, Weimar (Titelzeichnung und 22 Federzeichnungen)
- 1955: Hans-Günter Krack: „Die Geschichte vom neidischen Dorle“ Gebrüder Knabe Verlag, Weimar (Titelzeichnung und 24 Federzeichnungen)
- 1955: Dorothea Märtens: „Knüllch fährt ins Kinderheim“ Gebrüder Knabe Verlag, Weimar
- 1955: Rudolf Weiss: „Elf Jungen – ein Ball“ Gebrüder Knabe Verlag, Weimar
- 1955: „Kriminalakte Kern“, Comic (21 Folgen) in der National-Zeitung, Berlin
- 1955: „Die Abenteuer des Jürgen Reetz“, Comic (20 Folgen) in der National-Zeitung, Berlin
- 1955: „Heldenmädchen Eleonore“ über Eleonore Prochaska, Comic (20 Folgen) in der National-Zeitung, Berlin
- 1956: Herta Fischer: „Traudels dreizehn Großväter“ Gebrüder Knabe Verlag, Weimar (Umschlagentwurf)
- 1957: Friedrich Lange-Birkhof: „Vati, Mutti und wir“ Gebrüder Knabe Verlag, Weimar
- 1957: Wolfgang Sieler: „Wagen 49 startet nicht“ Gebrüder Knabe Verlag, Weimar
- 1957: Hans-Günter Krack: „Rainer und die Puppenmutter“ Gebrüder Knabe Verlag, Weimar (Titelzeichnung und 30 Federzeichnungen)
- 1957: Heinrich Seidel: „Das Zauberklavier und andere Märchen“ Gebrüder Knabe Verlag, Weimar (Titelzeichnung und 27 Federzeichnungen)
- 1957: Herta Fischer: „2 × Erika“ Gebrüder Knabe Verlag, Weimar (Titelzeichnung und 23 Federzeichnungen)
- 1957: Rudolf Weiss: „Die Jagd nach der Zauberkiste“ Gebrüder Knabe Verlag, Weimar